# Liste der Mitglieder der Deutschen Akademie der Naturforscher Leopoldina/1956
Die Liste der Mitglieder der Deutschen Akademie der Naturforscher Leopoldina für 1956  listet alle Personen, die im Jahr 1956 zum Mitglied berufen wurden. Insgesamt gab es 37 neu gewählte Mitglieder.

## Neu gewählte Mitglieder
| Nr. 1 | Name                                | Beiname 1 | Geboren       | Aufnahme 1 | Gestorben     | Sektion                                      | Bild                                                             | Datenbank               |
| ----- | ----------------------------------- | --------- | ------------- | ---------- | ------------- | -------------------------------------------- | ---------------------------------------------------------------- | ----------------------- |
|       | Hans-Hermann Bennhold               |           | 11. Sep. 1893 |            | 26. Apr. 1976 | Innere Medizin                               |                                                                  | Hans-Hermann Bennhold   |
|       | Manfred Bleuler                     |           | 4. Jan. 1903  |            | 4. Nov. 1994  | Psychiatrie, Med. Psychologie und Neurologie |                                                                  | Manfred Bleuler         |
|       | Hans Brockmann                      |           | 18. Okt. 1903 |            | 1. Mai 1988   | Chemie                                       |                                                                  | Hans Brockmann          |
|       | Wladimir Alexandrowitsch Engelhardt |           | 21. Nov. 1894 |            | 10. Juli 1984 | Biochemie und Biophysik                      | Grab von Wladimir Alexandrowitsch Engelhardt                     | Vladimir A. Engelhardt  |
|       | Claude Fromageot                    |           | 1899          |            | 1958          | Biochemie und Biophysik                      |                                                                  | Claude Fromageot        |
|       | Alexander Naumowitsch Frumkin       |           | 24. Okt. 1895 |            | 27. Mai 1976  | Physikalische Chemie                         |                                                                  | Aleksandr N. Frumkin    |
|       | Helmut Gams                         |           | 25. Sep. 1893 |            | 13. Feb. 1976 | Botanik                                      |                                                                  | Helmut Gams             |
|       | Oscar Gans                          |           | 6. Feb. 1888  |            | 28. Mai 1983  | Dermatologie                                 | Gedenktafel für Oscar Gans am Haus Kölner Straße 110 in Dormagen | Oscar Gans              |
|       | Ernst Gäumann                       |           | 6. Okt. 1893  |            | 5. Dez. 1963  | Botanik                                      | Ernst Gäumann                                                    | Ernst Gäumann           |
|       | Felix Michael Haurowitz             |           | 1. März 1896  |            | 2. Dez. 1987  | Biochemie und Biophysik                      |                                                                  | Felix Haurowitz         |
|       | Otto Heckmann                       |           | 23. Juni 1901 |            | 13. Mai 1983  | Astronomie und Astrophysik                   |                                                                  | Otto Heckmann           |
|       | Ludwig Heilmeyer                    |           | 6. März 1899  |            | 6. Sep. 1969  | Innere Medizin                               | Ludwig Heilmeyer                                                 | Ludwig Heilmeyer        |
|       | Günther Hertwig                     |           | 1888          |            | 1970          | Anatomie                                     |                                                                  | Günther Hertwig         |
|       | Jaroslav Heyrovský                  |           | 20. Dez. 1890 |            | 27. März 1967 | Physikalische Chemie                         | Jaroslav Heyrovský                                               | Jaroslav Heyrovský      |
|       | Walter Hieber                       |           | 18. Dez. 1895 |            | 29. Nov. 1976 | Chemie                                       |                                                                  | Walter Hieber           |
|       | Josef Hämel                         |           | 18. Nov. 1894 |            | 9. Apr. 1969  | Dermatologie                                 | Josef Hämel (rechts) als Rektor mit Thomas Mann                  | Josef Hämel             |
|       | Karl Franz Klinke                   |           | 11. Sep. 1897 |            | 19. März 1972 | Pädiatrie                                    |                                                                  | Karl Klinke             |
|       | Hans Adolf Krebs                    |           | 25. Aug. 1900 |            | 22. Nov. 1981 | Biochemie und Biophysik                      | Hans Adolf Krebs                                                 | Sir Hans Adolf Krebs    |
|       | Werner Kuhn                         |           | 6. Feb. 1899  |            | 27. Aug. 1963 | Physikalische Chemie                         |                                                                  | Werner Kuhn             |
|       | Bernhard Langenbeck                 |           | 1895          |            | 1964          | Oto-Rhino-Laryngologie                       |                                                                  | Bernhard Langenbeck     |
|       | Heinrich Löhe                       |           | 26. Aug. 1877 |            | 9. Mai 1961   | Dermatologie                                 |                                                                  | Heinrich Löhe           |
|       | Friedrich Mauz                      |           | 1. Mai 1900   |            | 7. Juli 1979  | Psychiatrie, Med. Psychologie und Neurologie |                                                                  | Friedrich Mauz          |
|       | Mario Monacelli                     |           | 1900          |            | 1981          | Dermatologie                                 |                                                                  | Mario Monacelli         |
|       | Alexander Iwanowitsch Oparin        |           | 2. März 1894  |            | 21. Apr. 1980 | Biochemie und Biophysik                      | Alexander Iwanowitsch Oparin                                     | Aleksandr I. Oparin     |
|       | Hans-Hermann Rebel                  |           | 1889          |            | 1967          | Stomatologie                                 |                                                                  | Hans-Hermann Rebel      |
|       | Jean Roche                          |           | 1901          |            | 1992          | Biochemie und Biophysik                      |                                                                  | Jean Roche              |
|       | Elisabeth Schiemann                 |           | 15. Aug. 1881 |            | 3. Jan. 1972  | Botanik                                      |                                                                  | Elisabeth Schiemann     |
|       | Willibald Scholz                    |           | 15. Dez. 1889 |            | 7. Aug. 1971  | Psychiatrie, Med. Psychologie und Neurologie |                                                                  | Willibald Scholz        |
|       | Kurt Schwabe                        |           | 29. Mai 1905  |            | 4. Dez. 1983  | Physikalische Chemie                         |                                                                  | Kurt Schwabe            |
|       | Walther Schönfeld                   |           | 15. Mai 1888  |            | 26. März 1977 | Wissenschafts- und Medizingeschichte         |                                                                  | Walther Schönfeld       |
|       | Friedrich Seidel                    |           | 13. Juli 1897 |            | 15. Aug. 1992 | Zoologie                                     |                                                                  | Friedrich Seidel        |
|       | Carl Stapp                          |           | 1888          |            | 1984          | Anatomie                                     |                                                                  | Carl Stapp              |
|       | Erich Thilo                         |           | 27. Aug. 1898 |            | 25. Juni 1977 | Chemie                                       |                                                                  | Erich Thilo             |
|       | Carl Wagner                         |           | 25. Mai 1901  |            | 10. Dez. 1977 | Physikalische Chemie                         |                                                                  | Carl Wagner             |
|       | Otto Warburg                        |           | 8. Okt. 1883  |            | 1. Aug. 1970  | Zellbiologie                                 | Otto Warburg                                                     | Otto Heinrich Warburg   |
|       | Friedrich Weygand                   |           | 1. Okt. 1911  |            | 18. Sep. 1969 | Chemie                                       |                                                                  | Friedrich Weygand       |
|       | Raimund von Klebelsberg             |           | 14. Dez. 1886 |            | 6. Juni 1967  | Geologie und Paläontologie                   |                                                                  | Raimund von Klebelsberg |